# 親衛隊女子補助員軍団

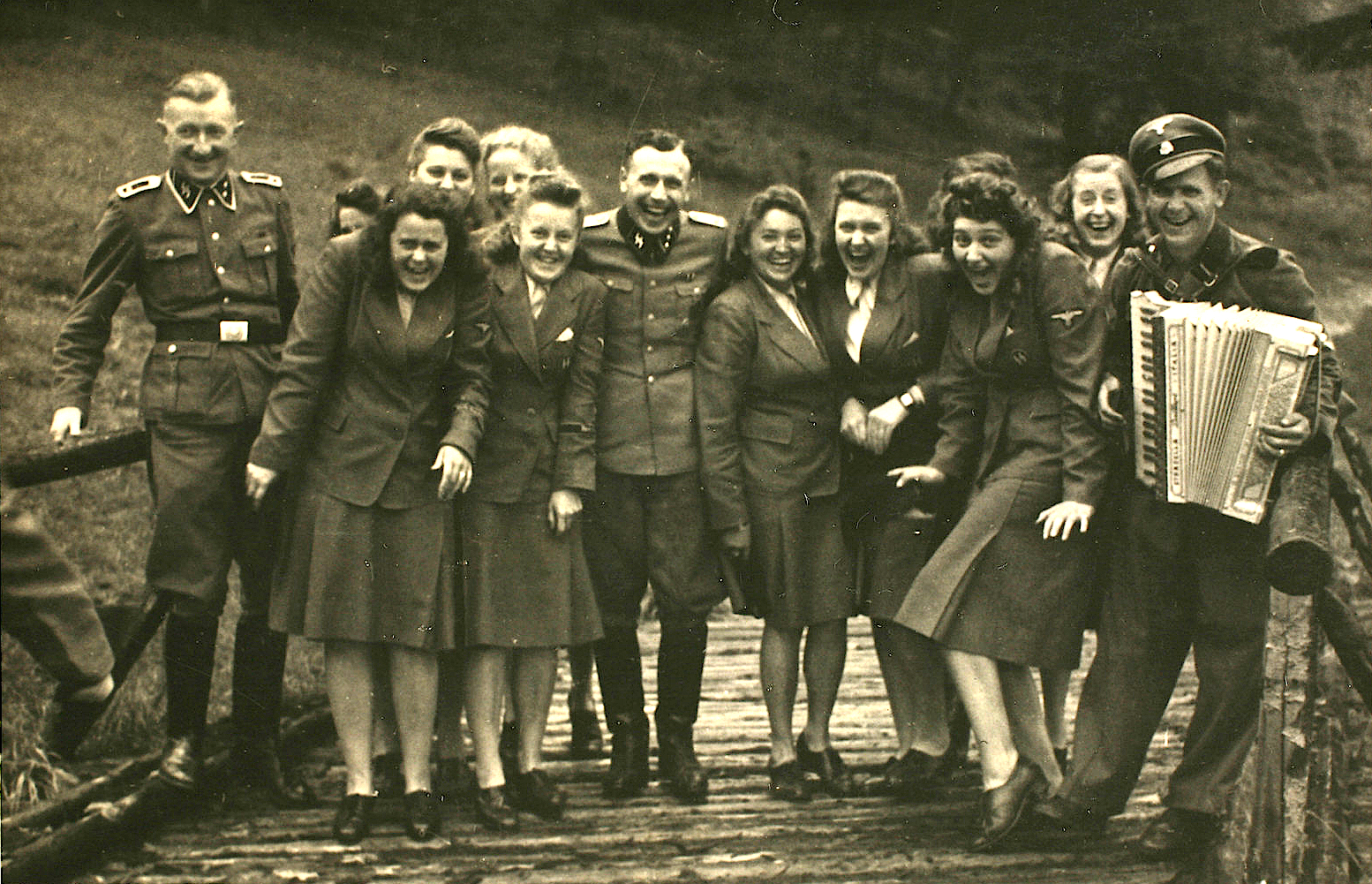
アウシュヴィッツ強制収容所の職員ら（1944年）

親衛隊女子補助員軍団（SS-Helferinnenkorps）は、武装親衛隊（武装SS）が女性隊員のために設置していた部隊である。正式なSS隊員とはされていなかった親衛隊女子軍属（SS-Gefolge）とは異なり、女子補助員の立場は正式な武装SS隊員とされ、また同時に親衛隊親族組合（SS-Sippengemeinschaft）の正規組合員たる権利が認められていた。補助員は「SS娘」（SS-Maiden）とも俗称された。
1942年、親衛隊本部に直属する部隊として設置された。隊員は厳しい審査を経た志願者のみから成っていた。入隊が決まると、1942年にオベレンハイムに新設された親衛隊国家学校（Reichsschule-SS）での教育を経た上で、武装SS隊員としての初等訓練を施される。彼女らの武装SS隊員たる地位を示すため、制服にはSSの象徴でもある「ルーン文字のSS」が入れられていた。一方、女子補助員軍団で用いられる階級制度はSS式の階級制度とは異なっていた。補助員の最高位職はSS女子補助員軍団国家委員（Reichsbeauftragten im SS-Helferinnenkorps）で、1943年初頭に設置されて以降、ドイツ女子同盟常勤団員の指導者たる立場にあったイルゼ・シュタイゲル（Ilse Staiger）が兼任していた。女子補助員はドイツ全土および占領下の各地に派遣され、強制収容所や国家保安本部を含む様々な配属先で、無線士、電話交換手、テレタイピストなどを務めた。合計して2,765人の女性が親衛隊国家学校に入校し、このうち女子補助員として採用されたのは2,375人だった。
敗戦後の非ナチ化において、SS女子補助員らの多くは自らをSS女子軍属または国防軍女子補助員と偽った。これらの職はSS隊員でも軍人でもない軍属と見なされ、戦争犯罪に関連して起訴を受ける可能性が低かったためである。